# Impasse Robert
L'impasse Robert est une voie du 18e arrondissement de Paris, en France.

## Situation et accès
L'impasse Robert est une voie publique située dans le 18e arrondissement de Paris. Elle débute au 1er tronçon au 115, rue Championnet et se termine au 1er tronçon en impasse.

## Origine du nom

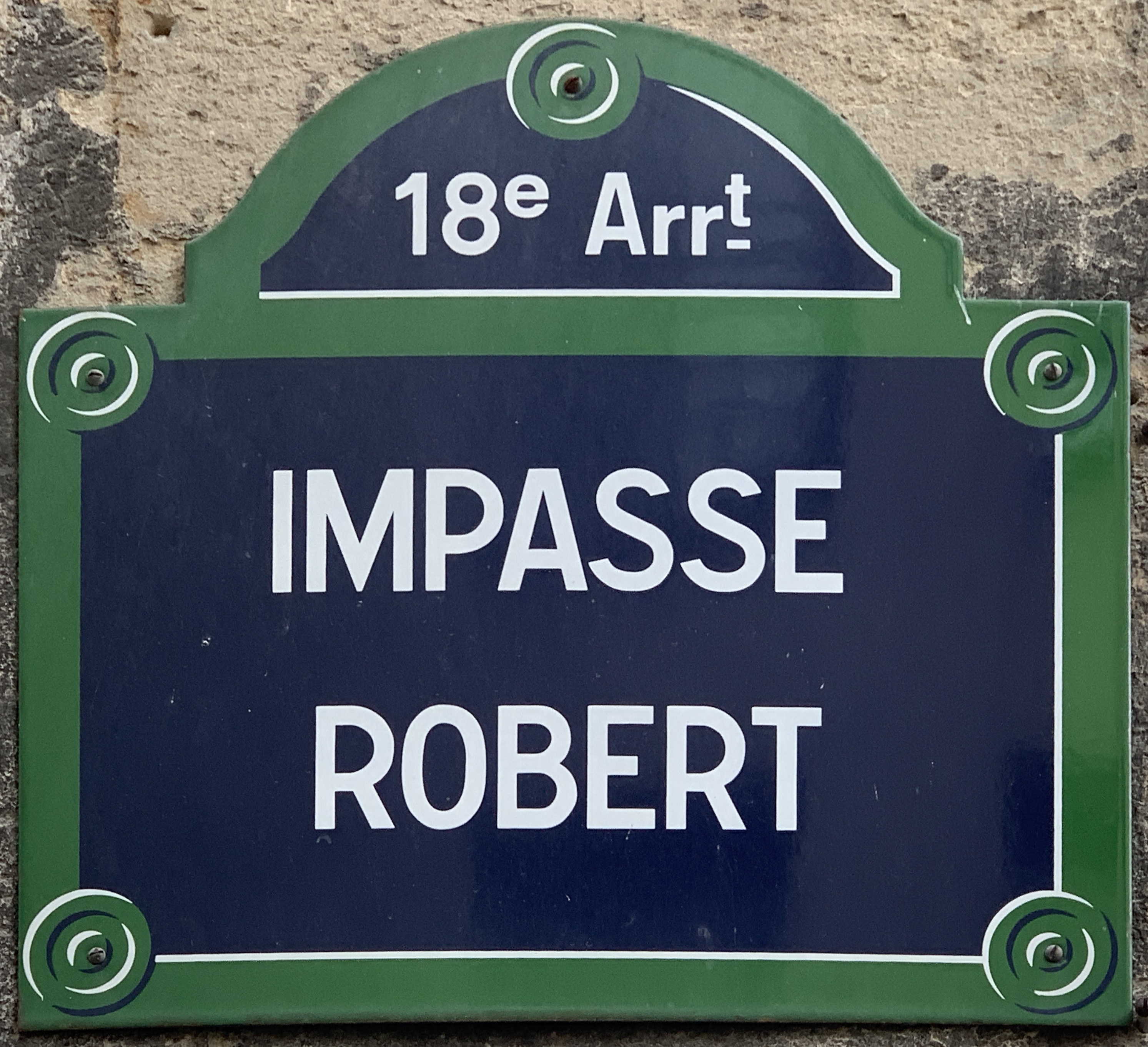
Plaque de l'impasse.

La rue tire son nom de celui d'un ancien propriétaire local.

## Historique
Cette voie privée, ouverte en 1852 et située dans l'ancienne commune de Montmartre, est classée dans la voirie parisienne par un délibération des 17, 18 et 19 décembre 2007 après être devenue une voie publique.